# Judith Forca
Judith Forca Ariza  (Sabadell, Barcelona, 7 de junio de 1996) es una waterpolista española que juega en el CN Sabadell de la División de Honor femenina y en la selección española.
Consiguió la medalla de plata en los Juegos Olímpicos de Tokio 2020 .

## Trayectoria
Formada en las categorías inferiores del CN Sabadell ganó su primera Copa de Europa con 14 años y 10 meses.
Participó en los Juegos Olímpicos de Río de Janeiro 2016.
Consiguió la medalla de plata en el Mundial de Budapest 2017
y el bronce en el Europeo de Barcelona 2018.

## Palmarés
Selección española absoluta
- Medalla de plata en los Tokio 2020
- 7.ª clasificada en el Campeonato Mundial de Kazán 2015
- 4.ª clasificada en el Campeonato Europeo de Belgrado 2016
- 5.ª clasificada en los Juegos Olímpicos de Río de Janeiro 2016
- Medalla de plata en el Campeonato Mundial de Budapest 2017
- Medalla de bronce en el Campeonato Europeo de Barcelona 2018
- Medalla de oro en el Campeonato Europeo de Budapest 2020
- Medalla de oro en el Campeonato Europeo de Split 2022
- Medalla de plata en el Campeonato Mundial de Fukuoka 2023
- Medalla de bronce en el Campeonato Mundial de Doha 2024

Clubes
- Copa de Europa (5): 2011, 2013, 2014, 2016 y 2019.
- Supercopa de Europa (3): 2013, 2014 y 2016.
- División de Honor (10): 2011, 2012, 2013, 2014, 2015, 2016, 2017, 2018, 2019 y 2022.
- Copa de la Reina (9): 2010, 2011, 2012, 2013, 2014, 2015, 2017, 2018 y 2019
- Supercopa de España (9): 2010, 2011, 2012, 2013, 2014, 2015, 2016, 2017 y 2018.